# Karyn l'obstinée

Karyn l'obstinée (Willed to Kill) est un téléfilm canadien réalisé par Philippe Gagnon, diffusé en 2012.

## Synopsis
L'inspecteur Karyn Mitchell  intervient dans une maison d'un tueur en série. Elle est obligée de l'abattre en état de légitime défense. Comme elle est intervenue toute seule et sans renforts, sa hiérarchie exige d'elle qu'elle suive une thérapie avec le psychologue de la police, car elle a tué trois tueurs en série. Pendant ce temps, un autre tueur en série fait son retour : dans les années 90, les journalistes l'avait surnommé Hadès à cause de la marque qu'il laisse sur les cadavres. Le tueur appelle Karyn pour pouvoir la narguer, ainsi que la police de Boston. L'enquête va devenir une affaire personnelle pour Karyn, car son père était un tueur en série qui a été soupçonné d'être Hadès. Le tueur brouille les pistes en tuant un employé d'une boutique de luxe de Hifi et en déguisant le meurtre en suicide. Il ira jusqu'à tuer le coéquipier et ex-compagnon de Karyn, ainsi qu’un journaliste, en faisant accuser Karyn. En fouillant la maison, Karyn découvre l’identité du tueur et son mobile :  il s'agit d'une vengeance contre elle, car les parents du tueur ont été assassinés par le père de Karyn ;  or elle était au courant  de ce qu'il était réellement mais avait hésité à le dénoncer et il avait commis ces deux meurtres supplémentaires. Le tueur va aussi essayer de la tuer en faisant passer cela pour un suicide.

## Fiche technique
- Titre original : Willed to Kill
- Réalisation : Philippe Gagnon
- Scénario : James Taylor Phillips
- Musique : Louise Tremblay et James Gelfand
- Pays :  Canada
- Durée : 120 min

## Distribution
- Sarah Jane Morris (VF : Stéphanie Lafforgue) : Karyn Mitchell
- Michael Riley (VF : Vincent Ropion) : Docteur Aaron Kade
- Dylan Bruce : Mark Hanson
- Ross McCall (VF : Jean-François Cros) : Gavin McNaab
- David McIlwraith (VF : Bernard Demory) : Schneider
- Joey Klein (VF : Jérémy Bardeau) : Floyd
- Christian Paul (VF : Jonathan Amram) : Agent Harris
- Brett Watson : Myers
- Dan Beirne : Mason
- Kent McQuaid (VF : Jérôme Rebbot) : Arthur Brady